# Мессинская невеста
«Месси́нская неве́ста, и́ли Бра́тья-враги́» (нем. Die Braut von Messina oder die feindlichen Brüder) — драма с хором Фридриха Шиллера. Премьера «Мессинской невесты» состоялась 19 марта 1803 года в Веймаре. После отрицательных отзывов на эту премьеру «Мессинская невеста» долгое время недооценивалась и была практически забыта. Она остаётся одним из наименее известных драматических произведений Шиллера.